# Optimus (album)
Optimus – ósma solowa płyta Johna Noruma, jednocześnie pierwsza na której on sam śpiewa.

## Lista piosenek
1. Chase Down The Moon
2. Nailed To The Cross
3. Better Day
4. One More Time
5. Time To Run
6. Optimus (instrumentalna)
7. Takin' The Blame
8. Change Will Come
9. Forced
10. Solitude (instrumentalna)

## Skład
- John Norum - gitara, śpiew
- Thomas Torberg - gitara basowa
- Hux Flux - perkusja